# Alter Friedhof (Landschaftsschutzgebiet)
Das Gebiet Alter Friedhof ist ein mit Verordnung vom 25. September 1940 ausgewiesenes Landschaftsschutzgebiet (LSG-Nummer 4.37.019) im Gebiet der baden-württembergischen Stadt Mengen im Landkreis Sigmaringen in Deutschland.

## Lage
Das zwei Hektar große Schutzgebiet Alter Friedhof liegt auf einer Höhe von 560 m ü. NN, östlich der Stadtmitte Mengens, zwischen der Beizkofer Straße im Norden, der Bremer Straße im Osten, der Zeppelinstraße im Süden sowie der Bergstraße im Westen.

## Schutzzweck
Wesentlicher Zweck ist der Schutz eines parkartigen alten Friedhofs mit seinem alten Baumbestand.

### Zusammenhängende Schutzgebiete
Das Schutzgebiet Alter Friedhof ist Teil des Naturparks Obere Donau.